# Live in Denver Sound Track
Live in Denver, Colorado is de 34e in een reeks livealbums van de Britse groep King Crimson. Het is opgenomen in de Sound Track.

## Geschiedenis en bezetting
Alhoewel de heren het op sommige vlakken niet meer met elkaar eens konden worden, is er muzikaal geen wolkje aan de lucht. Alles stroomt vloeiend uit de instrumenten en men is qua muziek optimaal op elkaar ingespeeld. De deelnemers:
- Robert Fripp- gitaar en mellotron;
- Mel Collins – sax, fluit en mellotron;
- Boz Burrell – basgitaar en eerste zangstem;
- Ian Wallace – Drums, zang.

De muziek is te omschrijven als een kruising tussen symfonische rock, improvisatie en een jamsessie. Dat de heren zo goed op elkaar ingespeeld zijn, maakt het des te vreemder dat een paar dagen na dit concert Collins, Burrell en Wallace uit King Crimson stapten.

## Composities
1. Formentera lady
2. The Sailor’s Tale;
3. Cirkus;
4. Ladies of the Road;
5. The Letters;
6. Groon;
7. 21st Century Schizoid Man;
8. Cadence and cascade.

Door een speciale stemtechniek klinkt 21st Century Schizoid Man huiveringwekkend.

## Varia
- Het album is opgedragen aan Boz Burrell (overleden september 2006) en Ian Wallace (overleden februari 2007);
- Er kwam na het verscheiden van deze twee heren wat meer duidelijkheid in de split na de concertreeks in 1972; men kon toen haast niet meer met elkaar door één deur; achteraf gezien vonden Burrell een Wallace het toch een leuke en leerzame tijd; opgedane ervaring konden later gebruikt worden.

Jaren 60: mei, juni 1969; Marquee Londen · 5 juli 1969; Hyde Park Londen · 21/22 november 1969; San Francisco
Jaren 70: 11 mei 1971; Plymouth · 10 augustus 1971; Marquee Londen · 16 oktober 1971; Brighton · 13 december 1971; Detroit · 26 februari 1972: Jacksonville · 27 februari 1972;Orlando · 12 maart 1972; Denver radio · 13 maart 1972; Denver live · 27 maart 1972; Boston · 13 oktober 1972; Frankfurt am Main · 17 oktober 1972; Bremen · 13 november 1972; Guildford · 15 november 1973; Zürich · 29 maart 1974; Heidelberg · 30 maart 1974; Mainz · 1 april 1974: Kassel · 24 juni 1974, Toronto· 1 juli 1974, New York
Jaren 80: 30 april 1981; Bath · 30 juli 1982; Philadelphia · 2 augustus 1982; New York · 13 augustus 1982; Berkeley · 25 augustus 1982; Cap D’Agde · 29 september 1982; München · 17-30 januari 1983; studiowerk · mei-november 1983
Jaren 90: VROOOM sessies;april/mei 1994; studio · 1 juli 1995; Wiltern · 20-25 november 1995; Broadway · 29 november 1995; Chicago · 26 augustus 1996; 2e maal Philadelphia · mei 1997; Nashville studio · 1-4 december 1997 (P1) · 4 juni 1998; Chicago (P2) · 1 juli 1998; Northampton (P2) · 1 november 1998; San Francisco (P4) · 25 maart 1999; Austin (P3)
Jaren vanaf 2000: 11 juni 2000; Warschau · 9/10 november 2001; Nashville live · 3 maart 2003: Alexandria (P3) · april 2003 · najaar 2003; Japan · 20 juni 2003; Milaan · 16 november 2003; New Haven ·  28 juni 2017; Chicago